# Walajabad
Walajabad (o Wallajahbad, Dandei Sivaram) è una suddivisione dell'India, classificata come town panchayat, di 10.859 abitanti, situata nel distretto di Kanchipuram, nello stato federato del Tamil Nadu. In base al numero di abitanti la città rientra nella classe IV (da 10.000 a 19.999 persone).

## Geografia fisica
La città è situata a 12° 46' 0 N e 79° 46' 60 E e ha un'altitudine di 64 m s.l.m..

## Società

### Evoluzione demografica
Al censimento del 2001 la popolazione di Walajabad assommava a 10.859 persone, delle quali 5.444 maschi e 5.415 femmine. I bambini di età inferiore o uguale ai sei anni assommavano a 1.333, dei quali 701 maschi e 632 femmine. Infine, coloro che erano in grado di saper almeno leggere e scrivere erano 8.125, dei quali 4.440 maschi e 3.685 femmine.